# اچ‌ام‌اس ویرلند (آر۸۷)
اچ‌ام‌اس ویرلند (آر۸۷) (به انگلیسی: HMS Whirlwind (R87)) یک کشتی بود که طول آن ۳۳۹ فوت ۶ اینچ (۱۰۳٫۴۸ متر) بود. این کشتی در سال ۱۹۴۳ ساخته شد.